# Russophobie

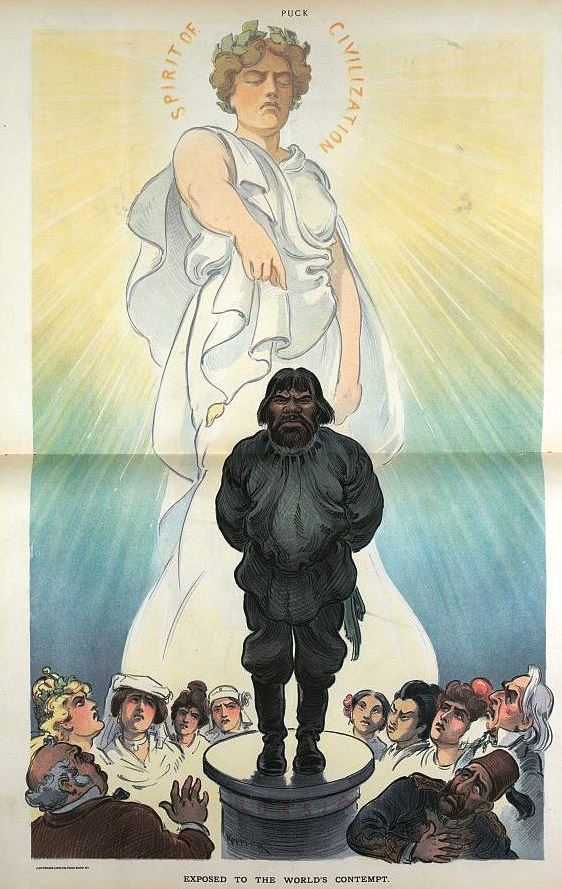
Darstellung im Satiremagazin «Puck», 1903

Russophobie oder Russenfeindlichkeit (auch Antirussismus) ist eine ablehnende Haltung gegenüber Russland, den Russen oder der russischen Kultur. Sie ist eine Ausprägung der Xenophobie und das Gegenteil von Russophilie. Fälschlicherweise wird aber auch Kritik an der – historischen oder aktuellen – Großmachtpolitik Russlands sowie an politisch-gesellschaftlichen Systemen in Russland wie dem Zarismus, Stalinismus oder Putinismus manchmal als „Russophobie“ bezeichnet. Gegenwärtig wird „russophob“ in der Ära Putin zunehmend sowohl von Regierungsstellen als auch in der vom Kreml kontrollierten Propaganda als Etikett verwendet für Menschen, die die Politik des russischen Präsidenten kritisieren, sei es in Russland oder im Ausland.

## Geschichte

### Mittelalter und frühe Neuzeit
Negative Darstellungen der Russen datieren aus religiösen Gründen aus dem 13. Jahrhundert im Zusammenhang mit dem Kampf des Deutschen Ordens gegen die „Schismatiker“ im Osten. So werden die Russen beispielsweise in der Livländischen Reimchronik als Ungläubige bezeichnet, die Ländereien der Christen plündern.
Um die Wende zum 16. Jahrhundert intensivierten sich Russisch-Litauische Kriege zwischen dem Großfürstentum Moskau und dem Großfürstentum Litauen um das Erbe der Kiewer Rus. Der Anspruch der Rurikiden-Fürsten von Moskau, Herrscher der ganzen Rus zu sein, stieß auf Widerstand in der Personalunion Polen-Litauen. Um Allianzen der Russen in Europa zu verhindern, schrieb König Sigismund I. an europäische Herrscher und an den Papst, die „Moskowiter“ seien Feinde des Christentums und hätten sich mit Türken und Tataren verschworen, um das Christentum zu zerstören.
Im Zusammenhang mit dem Livländischen Krieg berichteten europäische Russlandreisende von der Tyrannei des russischen Zaren Iwan „des Schrecklichen“ (richtige Übersetzung: der Gestrenge), der nach neuesten Forschungen während seiner 37-jährigen Herrschaft etwa fünftausend Menschen hinrichten ließ. Nachdem die zuerst gegen konkurrierende Fürstenfamilien gerichteten Repressionen auf immer neue Zielgruppen ausgedehnt wurden, verbreitete sich das Bild einer überaus repressiven russischen Herrschaft. Umgekehrt entwickelte sich in Russland das Stereotyp vom „perversen“ Westeuropa.

### 18. und 19. Jahrhundert
Antirussische Auffassungen kamen im 19. Jahrhundert in Frankreich auf. Während die europäische Aufklärung insgesamt ein positives Verhältnis zu Russland hatte, betrachtete Napoléon Bonaparte die Russen als rückständige Barbaren, die seinen liberalen und revolutionären Ideen im Wege stünden. Raymond McNally fasst die Respektlosigkeit französischer Soldaten während des Russlandfeldzugs 1812 gegenüber der russischen Zivilbevölkerung und Kultur als Beleg für eine besondere Russenfeindlichkeit auf. Die französischen Truppen plünderten aber auch in anderen eroberten Gebieten Klöster und Kirchen und nutzten sie als Pferdeställe oder Militärlager. Vor seinem Abzug aus Moskau versuchte Napoléon, die Türme des Moskauer Kremls sprengen zu lassen. Nach der französischen Niederlage gab es weiter eine ablehnende Haltung gegenüber den Russen.
In François Guizots Geschichte der europäischen Zivilisation (1828) kommt Russland nicht vor und auch Jules Michelet schloss Russland von der „wirklichen“ Geschichte aus. Die Unterdrückung des polnischen Freiheitskampfes 1830 löste eine Solidarisierungswelle in Europa mit den gegen das Zarenregime aufbegehrenden Polen aus, die sich auf „vorgeformte Bilder russophober Publizistik“ stützen konnte. 1835 hatte Alexis de Tocqueville in seinem Buch Über die Demokratie in Amerika die USA und Russland als Weltmächte gegenübergestellt, die einen Gegensatz von Demokratisierung und Freiheit einerseits und Zentralisation und Knechtschaft andererseits bildeten. Ein Jahr später wurde der Philosophische Brief von Pjotr Jakowlewitsch Tschaadajew gedruckt, in dem die konservativen Slawophilen den reformorientierten Westlern gegenübergestellt sind. Jutta Scherrer meinte, „die Slavophilen schufen in der Dichotomie Russland/Europa erstmals Selbst- und Fremdbilder von ‚wir‘ und ‚sie‘ (my i oni), vom 'Eigenem' und 'Fremden'.“ Fjodor Tjuttschew führte den Begriff im politischen Diskurs ein, als er in seinen Texten die unterschiedlichen Auffassungen in Frankreich und Deutschland erörterte. Tjuttschew verwendete den Begriff aber nicht nur für das Ausland, im Speziellen die Polen, sondern auch für die „Westler“ im Zarenreich, denen er den „orthodoxen Patrioten“ gegenüberstellte.

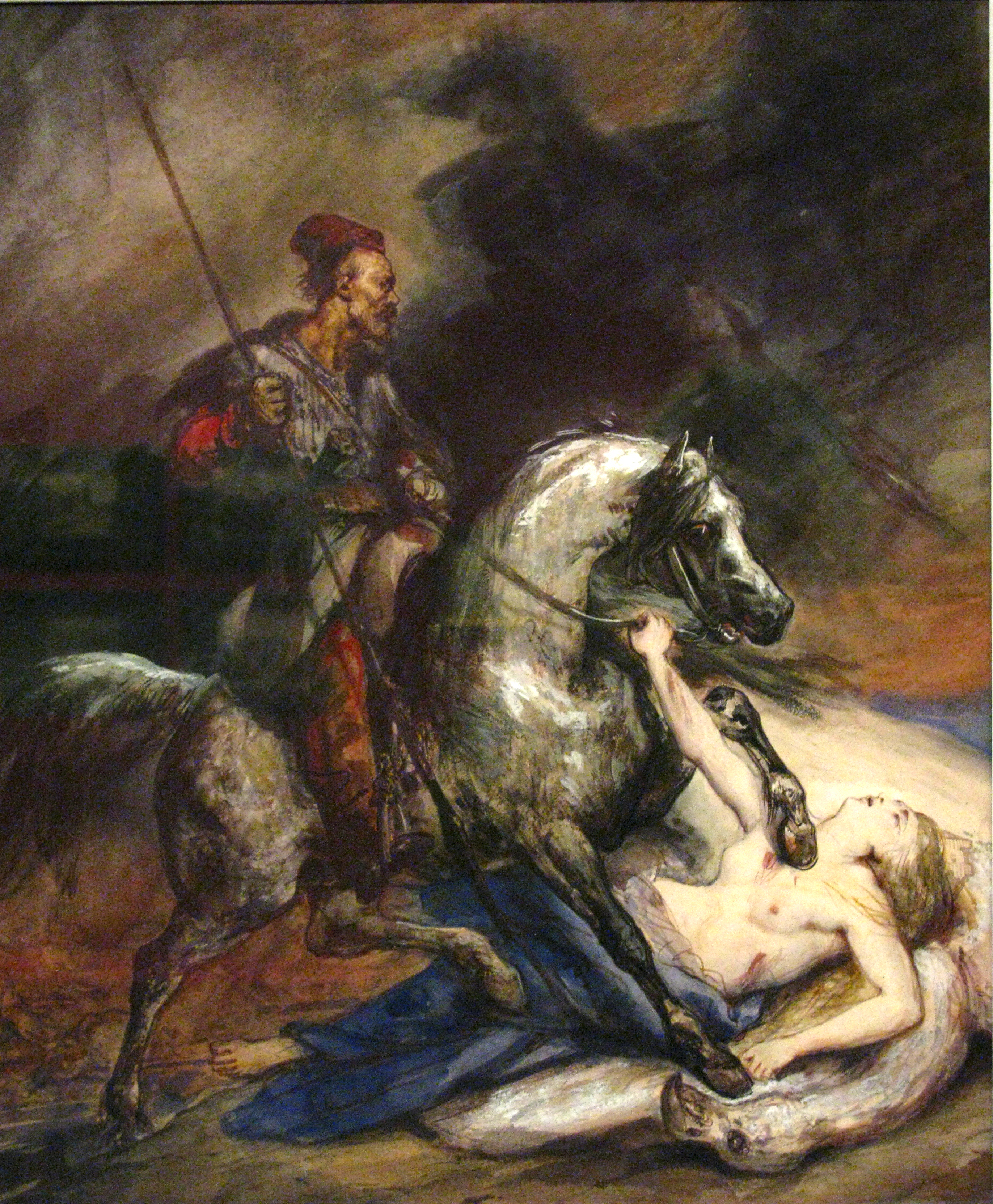
Russische Niederschlagung des Novemberaufstands (1830). Zeitgenössische allegorische Darstellung Polens als Opfer eines russischen Kosaken

1843 erschien das Buch Russland im Jahr 1839 von Astolphe de Custine, das noch im gleichen Jahr ins Englische und Deutsche übersetzt wurde und zahlreiche Neuauflagen erlebte. Custine, der durchaus mit Sympathien nach Russland gereist war, prägte desillusioniert das Bild von der dortigen despotischen Staatsform und einer versklavten, unterwürfigen Bevölkerung nachhaltig. Dagegen beschrieben Anatole Leroy-Beaulieu und Eugène-Melchior de Vogüé ein Russland, das dem von Custine vollständig entgegengesetzt ist. Auch Jules Vernes Roman Michel Strogoff (1876) (und dessen 1880 in Paris uraufgeführte Bühnenadaption) trug zu einer Wende im französischen Russlandbild bei. Ähnliches lässt sich für das etwa über Nietzsche, Rilke, Thomas Mann in Deutschland vermittelte Russlandbild sagen.
Während europäische Konservative und Reaktionäre in der ersten Hälfte des 19. Jahrhunderts Russland nach den napoleonischen Kriegen, der Unterdrückung des polnischen Aufstands von 1830 und der russischen Truppenhilfe bei der österreichischen Unterdrückung der ungarischen Revolution von 1848/49 als „Retter Europas“, als Hort legitimer Monarchie und Bewahrer christlicher Glaubenstradition feierten (vgl.: Heilige Allianz, Konferenz von Münchengrätz), wurde von liberalen und linksrevolutionären Kreisen das Bild Russlands als „Hort der Reaktion“ aufgegriffen und verbreitet, darunter auch von Karl Marx und Friedrich Engels; letzterer erhoffte sich ein Zurückdrängen Russlands.
Die Furcht vor dem „russischen Bären“ ging auf Russlands tragende Rolle in der reaktionären Heiligen Allianz zurück. Vor allem wurde die Unterdrückung nationaler Unabhängigkeitsbestrebungen im russisch beherrschten Polen angeprangert. Schon zu Zeiten des Heiligen Römischen Reiches wurde ein zu starker Machtgewinn Russlands auf Kosten des Osmanischen Reiches befürchtet, für die österreichische Habsburgermonarchie hingegen war das christliche Russland wichtiger Partner in den jahrhundertelangen Türkenkriegen. Großbritannien sorgte sich um seinen Überseehandel. Es unternahm Anstrengungen, um ein russisches Vordringen über den Bosporus hinaus ins Mittelmeer, sowie eine russische Expansion nach Persien und Zentralasien – und möglicherweise sogar Indien – zu verhindern. Dieser britisch-russische Interessenkonflikt, der sogar in Neuseeland eine Russian scare auslöste, wurde als Great Game bekannt und führte zum Krimkrieg, an dem auch Frankreich teilnahm.

### Erstes Drittel des 20. Jahrhunderts
Um die Wende zum 20. Jahrhundert näherten sich Frankreich (Französisch-Russische Allianz von 1894) und Großbritannien politisch wieder Russland an, wohingegen die traditionell über Jahrhunderte hinweg sehr guten Beziehungen Deutschlands und Österreich-Ungarns zu Russland bereits in der Endphase der Ära Bismarck stark abkühlten. Beide wollten eine russische Machterweiterung im Machtvakuum, das auf dem Balkan nach dem möglichen Zusammenbruch des Osmanischen Reiches zu erwarten stand, eindämmen. Ebenso den Panslawismus, was in Deutschland und Österreich-Ungarn stark mit Slawophobie und Nationalismus, der sich auch gegen andere Nationen richtete, verflochten war.
1914 konnten sich auch große Teile der Linken in Deutschland mit dem Kampf gegen den als fortschrittsfeindlich empfundenen Zarismus identifizieren. Dies erleichterte den Eintritt in den Ersten Weltkrieg und kam der sogenannten Burgfriedenspolitik zugute. Während des Krieges ließ Österreich-Ungarn zahlreiche russophile Ruthenen in Internierungslager wie Thalerhof oder Theresienstadt deportieren, wo Hunderte von ihnen starben. Umgekehrt vertrieb Russland während der vorübergehenden Besetzung Galiziens 1914/15 etwa 2000 Personen, denen Austrophilie oder Ukrainophilie unterstellt wurde, deportierte weitere 2300 ins Landesinnere und nahm etwa 700 Geiseln. Nicht umgesetzt wurde der Plan, die gesamte ukrainische Bevölkerung Galiziens zwecks Russifizierung in den Kaukasus umzusiedeln.
Lenin und die Bolschewiki übertrugen den ursprünglich für die Habsburgermonarchie geprägten Begriff „Völkergefängnis“, eine negative Deutung des Vielvölkerstaates, auf das Zarenreich. Die damit geweckten Hoffnungen auf Selbständigkeit in den von anderen Nationalitäten bewohnten Randgebieten Russlands erfüllten sich aber nicht. Später wurde der Begriff „Völkergefängnis“ auch auf die Sowjetunion bezogen.
Die Oktoberrevolution von 1917 und der anschließende Bürgerkrieg mit seinen Grausamkeiten auf beiden Seiten endeten Anfang der 1920er Jahre mit dem Sieg der Bolschewiki, den die anderen Großmächte vergeblich durch Militärinventionen zu verhindern gesucht hatten. In der Folge eroberte die russische Rote Armee verschiedene Randgebiete des ehemaligen russischen Imperiums, die nach der Oktoberrevolution wieder unabhängig geworden waren (Ukraine, Georgien, Armenien, Aserbaidschan), und schloss sie der Ende 1922 gegründeten Sowjetunion an. All dies hatte einen internationalen Anstieg des Antikommunismus zur Folge (vgl. z. B. Red Scare in den USA), nachdem die kommunistische Bewegung bald von Moskau dominiert wurde und Sowjetrussland bzw. die Sowjetunion den kapitalistischen Mächten mit der Weltrevolution drohte.
Eine brutale Repression im Innern, besonders seit dem Beginn des Stalinismus Ende der 1920er Jahre, sowie Abschließung und diplomatische Isolation der Sowjetunion begünstigten auch antikommunistische Tendenzen der Zwischenkriegszeit. Der Antibolschewismus war aber nicht primär „russophob“. Häufig wies er starke, teilweise von russischen Emigranten geschürte, antisemitische Züge auf. Zudem gab es in Deutschland rechtsextreme Kreise, die mit den russischen Kommunisten die antiwestliche, demokratiefeindliche Ausrichtung teilten und eine Zusammenarbeit zwischen einem zukünftigen autoritär-nationalistischen Deutschland und der Sowjetunion anstrebten (Nationalbolschewismus).
Ihren künstlerischen Niederschlag fand die Haltung u. a. in massenwirksamen, überaus erfolgreichen Propagandafilmen wie Tyrannenherrschaft (1916), der die russische Fremdherrschaft über Polen thematisiert. Zum 1914 erschienenen deutschen Streifen „Die Grenzwacht im Osten (Nun wollen wir sie aber dreschen!)“ hieß es:

„Das Kriegsdrama findet seine ausgeprägteste Form, weil es auch am zeitgemäßesten ist … der russische Offizier des Herrn Schweiger ist ein Muster gutgespielter Rasseneigentümlichkeit der Russen: Brutalität und Bestialität.“

In einem Artikel aus dem Jahr 1926 wurde die Russophobie als Ursache der „Zwangsjüdisierung“ auf eine Stufe mit dem Antisemitismus gestellt. Laut dem Autor Juri Larin wurde die Russophobie als antirussischer Gedanke dazu benutzt, um die Juden, die kein Ukrainisch sprachen, dazu zu zwingen „unbekannte hebräische Sprache anstelle ihres üblichen Russisch zu verwenden“. Noch schärfer sind die Vorwürfe gegen die Befürworter der Ukrainisierung (als Teil der sowjetischen Korenisierungspolitik der 1920er Jahre), insbesondere der Artikel von Chwylowyj1 wird als „zoologische Russophobie“ bezeichnet:

„Die zoologische Russophobie, für die Chwylowyjs Artikel "Weg von Moskau" und andere, die der Genosse Skrypnyk in Nr. 1 des "Ukrainischen Bolschewiken" von 1926 kritisiert, literarische Beispiele sind, existiert nicht nur in der Literatur. Zum Teil ist sie eine unkritische Übertragung des Hasses, den der russische Zarismus bei den unterdrückten Völkern hervorrief, auf das russische Volk. Aber in viel größerem Maße ist seine Kultivierung ein bewusstes Mittel der verdeckten konterrevolutionären Elemente, um die Sowjetmacht zu schwächen, indem sie die einzelnen Völker der UdSSR so feindlich wie möglich isolieren […]. In so jungen Staaten wie z.B. der Ukraine rekrutiert sich die Zusammensetzung des Staatsapparates, der die Kulturarbeit betreut, zwangsläufig bis zu einem gewissen Grad aus Mitgliedern der ehemaligen bürgerlich-nationalistischen, chauvinistischen Parteien, aus Personen, die einst mit den Petljurowzys sympathisierten, und so weiter. Dies erleichtert verständlicherweise das Auftreten von entsprechenden Verzerrungen.“

„"Über die Verzerrungen der nationalen Politik", Kommunist 1926“

Der Artikel wurde Teil einer großen Diskussion, die schließlich zur Spaltung der Kommunistischen Partei der Westukraine im Jahr 1927 führte (Abspaltung der von der Strömung von so genannten „National-Abweichlern“ [rus. „национал-уклонист“] unter Schumskyj ).
Den Artikel mit dem von Larin angegebenen Titel „Weg von Moskau!“ gibt es nicht. Dieses Zitat spiegelt jedoch die Äußerungen Stalins in seinem Brief an Kaganowitsch wider, in dem er Chwylowyj kritisiert, der 1926 veröffentlicht wurde.

### Nationalsozialismus
In der Zeit des Nationalsozialismus war eine Kombination aus Antisemitismus, allgemeiner Slawenfeindlichkeit und Antibolschewismus vorherrschend, die sich unter anderem auch auf Russen bezog. Hitler beschrieb die Russen in seinem Buch Mein Kampf als zur Selbstorganisation unfähige Untermenschen, die lediglich dank einer „germanischen Oberschicht“ ein Reich hätten aufbauen können. Die Nationalsozialisten sahen die Sowjetunion als Lebensraum im Osten für die deutsche Herrenrasse.
Zwischen dem Abschluss des Hitler-Stalin-Pakts im August 1939, der in einem geheimen Zusatzprotokoll die territoriale Aufteilung Ostmitteleuropas zwischen Deutschland und der Sowjetunion vorsah, und dem deutschen Überfall auf die Sowjetunion im Juni 1941 vermittelte die NS-Propaganda aber vorübergehend ein dazu in fundamentalem Widerspruch stehendes positives Bild von Russland und der Sowjetunion.
Für die Zeit nach dem Endsieg sahen die Nationalsozialisten im Generalplan Ost eine Dezimierung, Versklavung und großangelegte Deportation der slawischen Bevölkerungen vor, wobei Städte wie Leningrad und Moskau dem Erdboden gleichgemacht werden sollten.
Auch wenn diese Pläne nie realisiert wurden, wurden im Deutsch-Sowjetischen Krieg während der Leningrader Blockade über eine Million Menschen ausgehungert, und die nationalsozialistische Ideologie und Planung (siehe auch Hungerplan) bedingte die großflächige Vernichtung von Menschenleben und Kulturgut in der Sowjetunion. Diese bezog sich nicht speziell auf die Russen, sondern alle slawischen Bevölkerungsteile der Sowjetunion. Trotz dieser Pläne kooperierten die Deutschen – notgedrungen seit der Wende des Zweiten Weltkrieges 1942/43 – zum Teil auch mit Russen. So wurde unter dem früheren General der Roten Armee Wlassow die Russische Befreiungsarmee gebildet, die gegen Kriegsende auf deutscher Seite kämpfte.

### Nach Auflösung der Sowjetunion
Nach der politischen Wende und dem Zerfall des Ostblocks warnten vor allem ehemalige Sowjetologen und Dissidenten aus Mittelosteuropa und Russland vor einem allzu optimistischen Bild Russlands. Dabei gab es eine starke Wechselwirkung mit der US-Osteuropapolitik. Viele neue Staaten wie die baltischen Staaten oder die Ukraine bauten ihre nationale Identität auch aus einer Gegenüberstellung zu Russland auf. Ein weiterer Faktor war die Angst vor der sich ausbreitenden russischen Mafia, die in den 1990er Jahren das Bild eines kriminellen und kleptokratischen Russlands prägte. Andererseits unterstützte der Westen den Kurs des russischen Präsidenten Boris Jelzin und vermied weitgehend Kritik an seiner Politik.

## Propagandistische Begriffsverwendung in Russland unter Putin
Der Begriff „Russophobia“ wurde Anfang der 1980er-Jahre popularisiert durch ein Buch des dissidenten sowjetischen Mathematikers Igor Rostislawowitsch Schafarewitsch, das stark nationalistische und antisemitische Züge aufwies und den Kommunismus als das Werk einer kleinen „russophoben“ Gruppe betrachtete, die den russischen „Nationalcharakter“ zerstören wolle. Wesentlich bewegte sich das Buch in der Tradition der antisemitischen Verschwörungsphantasie des „Judeo-Bolschewismus“, die nach der Oktoberrevolution von russischen Emigranten verbreitet und von westlichen Rechtskreisen und den Nationalsozialisten rasch übernommen wurde.
In der Putin-Ära wurde „Russophobie“ zu einem nationalistischen Propagandabegriff, unter dem alles Mögliche subsumiert wurde und wird: Von konfessionellen Konflikten zwischen West- und Ostkirche im Mittelalter über Kritik am zaristischen Herrschaftssystem, antislawischen Rassismus vom 19. Jahrhundert bis zur Nazizeit, Antibolschewismus und Antistalinismus, westliches Kalte-Kriegs-Denken, ukrainische und baltische Selbständigkeitsbestrebungen bis hin zu westlicher und russischer Kritik am Putinismus. Nach Recherchen von u. a. Anna Politkowskaja zu den Aktivitäten staatlicher Dienste im Internet waren bereits 2003 russische Internet-Brigaden beschrieben worden; eines der ausgeprägten Merkmale der organisierten Teams sei es gewesen, jeden der „Russophobie“ zu bezichtigen, der nicht mit der Politik Putins übereinstimmte (Accusation of Russophobia against everyone who disagrees with them).
Nach der völkerrechtswidrigen Annexion der Krim durch die Russische Föderation 2014 und den darauf reagierenden westlichen Sanktionen erschienen in verschiedenen Sprachen fast gleichzeitig Bücher verschiedener Autoren, die die Geschichte einer angeblich kontinuierlichen „Russophobie“ vom Mittelalter bis in die Gegenwart („Putinphobie“) ausbreiteten; auf Deutsch (mit Bewerbung durch RT und die russischen Botschaften in Berlin und Wien) verfasst vom verschwörungsaffinen Hannes Hofbauer, auf Italienisch (mit Übersetzungen ins Französische und Russische) vom Verschwörungstheoretiker und Ex-Kommunisten Giulietto Chiesa und auf Französisch (mit Übersetzungen ins Englische, Serbische, Russische, Schwedische, Chinesische und Italienische) vom Journalisten, Genfer SVP-Politiker, Präsidenten der Handelskammer Schweiz-Russland und Träger des russländischen „Ordens der Freundschaft“ Guy Mettan. Verschiedene NGOs und Journalisten attestierten den Autoren dieser Bücher, putinistische Propaganda zu verbreiten. Zugleich nahmen die „Russophobie“-Vorwürfe in Statements des russländischen Außenministeriums von 2013 bis 2017 massiv zu. Nach dem russischen Überfall auf die Ukraine 2022 steigerte die putinistische Propaganda die „Russophobie“-Vorwürfe gegen die westlichen Demokratien und die freien Medien weiter. Ab dem Herbstsemester 2023 wurde das Narrativ von der angeblich „ewigen Russophobie“ des „Westens“ Teil einer für alle Hochschulstudierenden Russlands obligatorischen Ideologieschulung.
Osteuropaforscher Andreas Umland zufolge verbreiten russisch-nationalistische Kreise die Behauptung, die Haltung des Westens gegenüber Russland sei von einer jahrhundertealten und systematischen Russenfeindlichkeit geprägt. Die Russophobie sei das „Totschlagargument der sogenannten «Putin-Versteher»“. Dem Publizisten Lucian Kim zufolge wurde „russophob“ in der Ära Putin zu einem Etikett für Menschen, die mit dem aggressiven Verhalten des russischen Präsidenten nicht einverstanden seien, sei es in Russland oder im Ausland. Laut Hannes Adomeit wird innerhalb Russlands auch der Terminus des Verräters verwendet, wo im Ausland Russophobie vorgeworfen werde. Für Artemi Troizki in der russischen Nowaja gaseta ist der Begriff Russophobie ein „Zauberwort“, das als Phrase etwas bezeichne, was gar nicht existiere, und Dmitri Bykow verwies auf die Aussage der Verlegerin Marija Rosanowa, die sagte: „Russen mögen es, böse zu sein“ sowie die fehlende Solidarität der Russen untereinander. Damit dies verbessert würde, müsste das Wort Russophobie verboten werden. Karl Schlögel nannte das Wort einen Bestandteil der russischen Propaganda: „Die Propaganda lautet: Wer Putin oder einen seiner Freunde kritisiert, ist russophob.“ (Karl Schlögel)
Manche Autoren sehen die Argumente gegen Russophobie in Russland in politisch rechtsorientierten Kreisen verbreitet, sie würden auch gegen demokratische Reformbestrebungen eingesetzt und dienten dazu, Mythen über dem Fall der Sowjetunion zu konstruieren. Das Konzept der Russophobie wurde ein integraler Bestandteil der Mythologie russischer Nationalisten. Die Geschichte der Verbindungen Russlands mit Westeuropa und die erfolgreiche Integration nach Westeuropa, in die USA und nach Israel emigrierter Russen deute darauf hin, dass es keine allgemeine Russenfeindlichkeit gebe. Es wurde auch gefragt, „ob nicht unser Russlandbild meist auch in Abhängigkeit davon entsteht, wie Russland sich selbst einschätzt … Beide Arten von Bildern – Fremd- und Selbstbilder – haben sich im Verlaufe der Geschichte unserer gegenseitigen Wahrnehmungen und Beziehungen beeinflusst. Sie befinden sich in einer Art Symbiose insofern ein Bild ein anderes provoziert … Was sich zuweilen an diesen Bildern an Vorurteilen verbirgt und wozu sie eingesetzt werden können, hat manchmal schreckliche Folgen gehabt.“ Der Journalist Boris Reitschuster meint zu diesem Thema: Putin „ist russophob, also das, was er anderen vorwirft: Er hat eine geringe Meinung von den Menschen in Russland, weil er sie für unreif hält und wie Kinder behandelt. Kinder, die stark geführt werden müssen und auch mal Prügel wollen.“